# Charles Kent

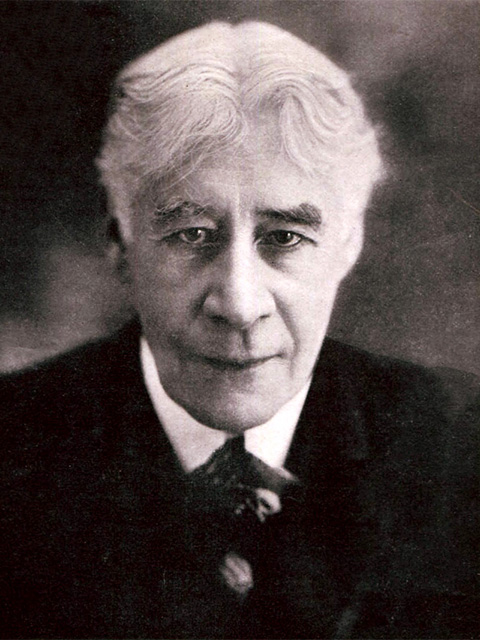
Charles Kent (1916)

Charles Kent (* 18. Juni 1852 in London; † 21. Mai 1923 in Brooklyn, New York) war ein britischer Schauspieler und Regisseur des frühen US-amerikanischen Films.

## Leben
Kent war Schauspieler und kam 1908 zum Film. Bei der Filmgesellschaft Vitagraph begann er gleich als Darsteller und Regisseur. Sein Filmdebüt hatte er 1908 in James Stuart Blacktons Macbeth. Unter Kents Regie bzw. schauspielerischer Beteiligung entstanden um 1910 mehrere hochrangige Literaturverfilmungen bei Vitagraph. Filmhistorisch bedeutsam sind die ersten Verfilmungen von Werken Shakespeares: Macbeth (1908), Antony and Cleopatra (1908), Romeo and Juliet (1908), Julius Caesar (1908), A Midsummer Night's Dream (1909), Twelfth Night (1910) und As You Like It (1912). In Launcelot and Elaine (1909) führte er Regie und übernahm die Rolle des König Arthur.
Die zeitgenössische Presse kritisierte Kent für seine Verwendung von Close-ups, die heute als kreativ gelten. Von 1913 bis zu seinem Tod 1923 trat er ausschließlich als Darsteller in Erscheinung. Er spielte in etwa 150 Filmen.

## Filmografie (Auswahl)
- 1908: Macbeth
- 1908: Romeo and Juliet
- 1908: Julius Caesar
- 1908: Romeo and Juliet
- 1908: Antony and Cleopatra
- 1923: The Leopardess
- 1923: The Ragged Edge
- 1923: The Purple Highway